# شاپور دوم
شاپور دوم (به پارسی میانه: 𐭱𐭧𐭯𐭥𐭧𐭥𐭩 ت.ت. 'شَهْپُوهْرْ'؛ ۳۰۹ – ۳۷۹ میلادی)، مشهور به شاپور بزرگ و ملقب به شاپور ذوالاکتاف، دهمین شاهنشاه ایران و انیران از خاندان ساسان از قوم پارسیان از سال ۳۰۹ تا ۳۷۹ میلادی در ایران‌شهر بود. شاپور پس از برادرش آذرنرسی بر تخت نشست. او پیش از این‌که به دنیا بیاید، پادشاه شد. او پسر هرمز دوم بود و به مدت هفتاد سال پادشاهی، طولانی‌ترین پادشاهی را در میان تمام شاهان ایران دارا می‌باشد. وی پس از قدرت گرفتن، عرب‌هایی را که به بخش‌های جنوبی شاهنشاهی ساسانی تاخت کرده بودند، تنبیه کرد و امنیت را به مرزهای جنوبی بازگرداند. پادشاهی وی پیش از خسرو انوشیروان شاهد تجدید حیات نظامی کشور و گسترش قلمرو آن بود، که آغاز نخستین دوران طلایی ساسانیان بود.
شاپور دوم سیاست سخت مذهبی را دنبال کرد. در زمان فرمانروایی او، مجموعه اوستا، متون مقدس زرتشت تکمیل شد، بدعت‌گزاران دینی و مرتدین مجازات شدند و مسیحیان مورد آزار و اذیت قرار گرفتند. شاپور دوم، مانند شاپور یکم، با یهودیان که در آزادی نسبی زندگی می‌کردند و مزایای زیادی در دوره خود به‌دست‌آورد، دوستانه رفتار می‌کرد. در زمان مرگ شاپور، شاهنشاهی ساسانی از همیشه قوی‌تر بود و دشمنانش در شرق آرام بودند و ارمنستان تحت کنترل ساسانیان بود.
او پادشاهی مقتدر بود و در دوران پادشاهی او شاهنشاهی ساسانی یک دوره پر رونق و شکوه را تجربه کرد. او از جمله واپسین شاه ساسانی است که خودشان را از نژاد ایزدان می‌انگاشتند و سنگ‌نوشته‌ای از او در تاق‌بستان به یادگار مانده‌است.
در زمان تولد و به قدرت رسیدن شاپور دوم، شاهنشاهی ساسانی در وضعیت ناپایداری قرار داشت. قلمرو آن به طور مداوم در حال تغییر بود و به فشارهای خارجی، به ویژه از جانب امپراتوری روم/بیزانس در غرب و کوشان‌ها/هپتالیان در شرق، واکنش نشان می‌داد. در حالی که در دوران شاپور اول (۲۴۱-۲۷۲ میلادی)، قلمرو ساسانی از سغد و ایبریا (گرجستان) در شمال تا منطقه مزون در جنوب عربستان و از رود سند در شرق تا دره‌های بالایی دجله و فرات در غرب امتداد داشت ، اما «صلح تحقیرآمیز نصیبین» در سال ۲۹۸ میلادی، که میان جدش نرسه و امپراتور روم دیوکلتیانوس منعقد شده بود، ضربه بزرگی به اعتبار و یکپارچگی سرزمینی ساسانیان وارد کرده بود. این پیمان، پنج ساتراپی در شرق دجله را به روم واگذار کرد، رود دجله را به عنوان مرز به رسمیت شناخت، کنترل ایبریا و ارمنستان را به روم سپرد و نصیبین را تنها نقطه تجاری قانونی میان دو امپراتوری تعیین کرد. پادشاهان ساسانی پس از شاپور اول و پیش از شاپور دوم، عموماً بی‌کفایت بودند و مشاوران آن‌ها در مقابله با حملات اعراب یا بازپس‌گیری سرزمین‌های از دست رفته به روم ناکام مانده بودند.
دوران شاپور دوم به عنوان یک دوره احیای نظامی و نخستین عصر طلایی ساسانیان برجسته می‌شود. این توصیف در تضاد آشکار با حکومت‌های بی‌کفایت پیشین و صلح تحقیرآمیز نصیبین قرار می‌گیرد. هدف اصلی و صریح حکومت شاپور، لغو پیمان نصیبین و بازگرداندن اعتبار و یکپارچگی سرزمینی ساسانیان بود. این امر نشان می‌دهد که کل دوران پادشاهی شاپور دوم اساساً پاسخی مستقیم به آسیب‌پذیری‌ها و خساراتی بود که از پیشینیان خود به ارث برده بود. دوران طولانی ۷۰ ساله حکومت او، ثبات لازم را برای دستیابی به این اهداف استراتژیک بلندمدت فراهم آورد و او را نه تنها به عنوان یک پادشاه موفق، بلکه به عنوان یک شخصیت احیاگر در تاریخ ایران معرفی می‌کند.
تأکید مکرر منابع بر «تحقیرآمیز» بودن پیمان نصیبین ، عمق تأثیر این پیمان بر غرور ملی ساسانیان را آشکار می‌سازد. مفاد این پیمان، که شامل واگذاری قلمروهای قابل توجه و کنترل بر دولت‌های دست‌نشانده کلیدی مانند ارمنستان و ایبریا به روم بود ، مستقیماً به تعهد مادام‌العمر شاپور دوم برای لغو آن منجر شد. این مسئله تنها به بازپس‌گیری زمین محدود نمی‌شد، بلکه به بازگرداندن کرامت و موقعیت استراتژیک شاهنشاهی ساسانی مربوط بود و سیاست خارجی و لشکرکشی‌های او را برای دهه‌ها شکل داد.
تهدیدات خارجی، به ویژه حملات اعراب در دوران کودکی شاپور به دلیل ضعف مشاوران ، همراه با دستاوردهای روم از پیمان نصیبین، وضعیتی ناپایدار را ایجاد کرده بود. این ضعف داخلی و آسیب‌پذیری‌ها، اشراف را به تاج‌گذاری یک نوزاد سوق داد، به این امید که بتوانند پادشاهی قابل کنترل داشته باشند. اما این وضعیت در نهایت ضرورت اقدام نظامی سریع و قاطع شاپور را پس از رسیدن به بلوغ ایجاب کرد تا اقتدار سلطنتی را بازگرداند و امنیت شاهنشاهی را تأمین کند. این موفقیت‌های اولیه، مشروعیت او را تثبیت کرد و پایه‌ای باثبات برای درگیری‌های بزرگ‌تر بعدی فراهم آورد.

## شخصیت
شاپور دوم خود را وارث امپراتوری بزرگ هخامنشی می‌دانست و در تلاش بود تا شکوه آن را احیا کند. تعهد او به حقیقت و عدالت، بازتابی از کتیبه‌های داریوش اول کبیر، حاکم هخامنشی، بود. او را «خدا» می‌نامیدند و او نیز به این جایگاه والا عمل می‌کرد و در صورت بی‌احترامی افراد، خشمگین و حتی خشن می‌شد. او به عنوان یک رهبر نظامی ماهر و یک دولتمرد قدرتمند توصیف شده است. یک روایت معاصر، ظاهر و شجاعت او را در نبرد توصیف می‌کند. آمیانوس مارسلینوس، مورخ رومی، اطلاعات ارزشمندی در مورد شاپور دوم ارائه می‌دهد، هرچند که او نسبت به ایرانیان تعصب داشت. آمیانوس ظاهر شاپور، تاج سر قوچ‌شکل او و حضورش در نبرد را توصیف می‌کند. منابع ایرانی او را دارای شخصیتی متکبر و خشن و بی‌رحم توصیف می‌کنند که به همین دلیل لقب «ذوالاکتاف» را به دست آورد،اما این خشونت برای حفاظت از تمامیت ارضی ایران لازم بود.
شخصیت‌پردازی شاپور دوم به عنوان ابزاری برای مشروعیت و کنترل، از همان ابتدای سلطنت او مشهود بود. خودانگاری او به عنوان وارث هخامنشیان  و تصویر او به عنوان یک خدا ، برای مشروعیت بخشیدن به حکومتش و تحکیم قدرت، به ویژه با توجه به جانشینی پرآشوب، حیاتی بود. طبیعت «خشمگین و حتی خشن» او در صورت بی‌احترامی ، اقتدار و فرمان الهی او را تقویت می‌کرد و تصویری از کنترل مطلق را به نمایش می‌گذاشت. این نشان می‌دهد که شخصیت او صرفاً ذاتی نبود، بلکه به طور استراتژیک برای حفظ نظم امپراتوری پرورش داده شده بود.
تأثیر متقابل منابع تاریخی و روایت پادشاهی، در مورد شاپور دوم به وضوح دیده می‌شود. وجود منابع رومی (مانند آمیانوس مارسلینوس) و ایرانی (مانند بندهشن، طبری، شاهنامه) دیدگاهی چندوجهی، هرچند گاهی مغرضانه، از شاپور دوم ارائه می‌دهد. منابع ایرانی اغلب توانایی نظامی و دستاوردهای احیاگرانه او را برجسته می‌سازند. جنبه‌های افسانه‌ای، مانند لقب «ذوالاکتاف» ، هرچند اغراق‌آمیز، بخشی از میراث ماندگار او شدند و نحوه یادآوری او را شکل دادند. این امر اهمیت ارزیابی انتقادی روایت‌های تاریخی و درک چگونگی ساخت تصویر حاکمان قدرتمند توسط فرهنگ‌های مختلف را برجسته می‌سازد.
شاپور دوم با ۷۰ سال حکمرانی، طولانی‌ترین شاهنشاه ایران در تاریخ بود. در زمان مرگ او، شاهنشاهی ساسانی در اوج قدرت خود قرار داشت، قوی‌تر از هر زمان دیگری بود، دشمنان شرقی آرام شده بودند و ارمنستان تحت کنترل ساسانیان قرار داشت. دوران حکومت او به عنوان «نخستین عصر طلایی» ساسانیان شناخته می‌شود  و استانداردی را برای جانشینان او تعیین کرد که تا زمان خسرو اول بی‌نظیر بود. نفوذ او به تضعیف امپراتوری روم کمک کرد و زمینه را برای ظهور اسلام فراهم آورد. او قدرت ساسانیان را تثبیت کرد و راه را برای اهمیت تاریخی آن در خاورمیانه هموار ساخت.
دوران او شاهد شکوفایی فرهنگی بود که در هنر و معماری ایرانی، از جمله تصاویر پادشاه به عنوان شکارچی بر روی بشقاب‌های نقره‌ای، منعکس شد. نقش‌برجسته‌های سنگی در بیشاپور نیز از جمله آثار هنری مهم این دوره هستند. سنت‌های اداری و سیاسی ساسانی، الگویی برای امپراتوری اسلامی عباسیان شد  و سیستم‌های حقوقی و مالیاتی که در دوران ساسانیان شکل گرفتند، در دوره طلایی اسلام نیز ادامه یافتند. استراتژی‌های نظامی ساسانیان نیز توسط قدرت‌های بیزانس و اسلامی مورد مطالعه و تقلید قرار گرفت.
میراث بلندمدت شاپور دوم و تأثیر آن بر تمدن‌های بعدی قابل توجه است. دوران حکومت او به طور مداوم به عنوان «نخستین عصر طلایی» شاهنشاهی ساسانی شناخته می‌شود  و استانداردی بالا برای جانشینان او تعیین کرد. دستاوردهای اداری، نظامی و فرهنگی او  به عنوان الگویی برای امپراتوری‌های اسلامی بعدی (اموی و عباسی) عمل کرد  و بر حکمرانی، استراتژی‌های نظامی و شیوه‌های فرهنگی آن‌ها تأثیر گذاشت. این نشان می‌دهد که تأثیر شاپور دوم فراتر از دوران زندگی او بود و به طور عمیقی چشم‌انداز ژئوپلیتیکی و فرهنگی خاورمیانه را برای قرن‌ها شکل داد.
در شرق مجموعه کاخ‌های پرسپولیس، بر سطح بُرشی سنگی و به زبان‌های فارسی میانه (با خط پهلوی)، پارتی و یونانی، کتیبه‌ای از «سال دوم سلطنت» شاه ثبت شده است. این متن میان‌سنجی جغرافیایی پس از فتح کوشان‌ها را مستند می‌سازد و مرز شرقی امپراتوری ساسانی را بر پهنهٔ «سِند»، «سیستان» و «توران» مشخص می‌کند. عنوان سلطنتی «𐎱𐎠𐎱𐎳𐎼𐎢𐏁 𐎧𐏂𐎢𐎺𐎧𐏂𐎢𐎭» (Shāpūr šāhān šāh) در این کتیبه، خودآگاهی مرزیِ شاپور را به‌مثابه نگهبان مرزهای گستردهٔ شاهنشاهی نشان می‌دهد.
در غرب کرمانشاه، در طاقِ بستان، دو نقش‌برجسته فراهم‌اند که کنار هر کدام، کتیبه‌هایی به پهلوی و پارتی کنده شده‌اند. این متون که به اواخر سدهٔ چهارم میلادی بازمی‌گردند، ابتدا نام و عنوان «شاپور شاهنشاه» را اعلام می‌دارند و سپس به تصویر وقایع پیروزی و مراسم تاج‌گذاری شاپور دوم و سوم می‌پردازند. ترکیب نقش‌برجسته و کتیبه، چشم‌اندازی کامل از بینش سیاسی و اهمیت مراسم رسمی در تثبیت اقتدار سلطنتیِ این دو شاهنشاه ساسانی عرضه می‌کند.
در کتیبه‌های رسمی طاقِ بستان و پرسپولیس، لقب «شاهنشاه شاهنشاهانِ ایرانیان و غیرایرانیان» (𐎧𐎢𐏁𐎢𐎭𐎠𐎹 𐎧𐎢𐏁𐎢𐎭𐎠𐎹 𐎡𐎼𐎠𐎿𐎢𐏁𐎾𐎧𐎵 𐎢𐏁𐎯𐎠𐎪𐎫𐎼𐎢) با نسخه‌های پهلوی، پارتی و یونانی نگاشته شد تا مرز فرهنگی و دینی امپراتوری زیر حاکمیت شاپور، از ارمنستان مسیحی تا هند بودایی، به صراحت بازتاب یابد. کاربرد خط میخی پارسی باستان در برخی متون تشریفاتی، خودآگاهی قدرتمندانه از پیوند امپراتوری جدید ساسانی با میراث هخامنشی را به نمایش می‌گذاشت.
تاج ویژهٔ شاپوری در سکه‌ها و نقش‌برجسته‌ها، با الگویی شبیه دیوارهای برج‌وبارو و دو شاخ کوتاه، نشانه‌ای از نیروی زمینی و ارتباط با الهه‌های مهر و آناهیتا بود و نیم‌کرهٔ پارچه‌ای («کُریُمبوس») که نشانِ فرّ الهی بر آن بسته می‌شد، ضمن تداعی لحظهٔ تاج‌گذاری، نمادی از پیوند شاه با انرژی الهی به شمار می‌رفت. تصویری از آتشدان زرتشتی در پشت سکه‌های دوران او، مشروعیت دینی‌اش را در مقابل مسیحیت روم تقویت می‌کرد.
در نقش‌برجسته‌های طاقِ بستان، شاپور دوم با سردوش راست‌اش بر دشمن رامیده وحشی، در کنار متنی پهلوی از القابش به تصویر کشیده شده است؛ پیوند هنر برجسته و کتیبه، مفهومِ اقتدارِ ایرانی–زرتشتیِ سلطنت را به شکلی یکپارچه به نمایش می‌گذارد.

## زندگی نامه شاهنشاه شاپور دوم
شاپور دوم در سال ۳۰۹ میلادی به دنیا آمد. او پسر هرمز دوم، که از سال ۳۰۲ تا ۳۰۹ میلادی حکومت کرد، و ایفرا هرمز بود. مادرش، ایفرا هرمز، از تبار یهودی بود و بعدها به مسیحیت گروید و روابط دوستانه‌ای با جامعه یهودی داشت، که این امر در منابع تاریخی نیز منعکس شده است. نام «شاپور» که به معنای «پسر پادشاه» است، در دوران ساسانی رایج بود و چندین پادشاه ساسانی از این نام استفاده کردند.
بر اساس سنت‌های تاریخی، پدر شاپور دوم پیش از تولد او درگذشت و وی در سال ۳۰۹ میلادی، بلافاصله پس از تولد، به پادشاهی رسید. یک افسانه مشهور، که در میان مورخان غربی مانند آگاثیاس (قرن ششم میلادی) نیز شناخته شده است، ادعا می‌کند که شاپور در حالی که هنوز متولد نشده بود، تاج‌گذاری کرد و تاج بر روی شکم مادر باردارش قرار گرفت، زیرا مغان پیش‌بینی کرده بودند که کودک پسر خواهد بود. با این حال، مورخان مدرن، از جمله سی. ای. باسورث و علیرضا شاپور شهبازی، این داستان را تخیلی می‌دانانند، زیرا جنسیت نوزاد پیش از تولد قابل تشخیص نبوده است. برخی منابع نیز اشاره می‌کنند که شاپور چهل روز پس از مرگ پدرش به دنیا آمد.
دوران نایب‌السلطنگی شاپور دوم از سال ۳۰۹ تا ۳۲۵ میلادی به طول انجامید. پس از مرگ هرمز دوم، پسرش آذرنرسه جانشین او شد، اما به دلیل قساوت و بی‌رحمی‌اش، پس از چند ماه توسط اشراف و روحانیون برکنار و کشته شد. اشراف سپس پسر دوم هرمز را کور کردند و پسر سوم او، هرمز، را به زندان افکندند که بعدها فرار کرد و به امپراتوری روم پناه برد و حتی علیه ساسانیان جنگید. در این شرایط، تاج و تخت برای نوزاد هرمز دوم، یعنی شاپور دوم، محفوظ ماند. تاج‌گذاری یک نوزاد ابزاری برای اشراف و روحانیون بود تا کنترل بیشتری بر شاهنشاهی به دست آورند و قدرت را در دست خود حفظ کنند. در این دوران، حکومت توسط مادر شاپور، ایفرا هرمز، و بزرگان دربار اداره می‌شد. این نایب‌السلطنگی تا سال ۳۲۵ میلادی ادامه یافت، زمانی که شاپور در سن ۱۶ سالگی قدرت را به طور کامل در دست گرفت. در طول این دوره، عشایر عرب به طور مکرر به سرزمین‌های ساسانی، از جمله پارس، آسورستان، میشان، مزون و سواحل خلیج فارس، حمله می‌کردند و مشاوران نایب‌السلطنگی در توقف این حملات بی‌کفایت بودند. همچنین، در این دوره، نایب‌السلطنگی در بازپس‌گیری سرزمین‌های از دست رفته به روم نیز ناکام ماند.
نایب‌السلطنگی، که با هدف افزایش کنترل اشراف و روحانیون بر شاهنشاهی آغاز شد ، در عمل به یک خلاء قدرت منجر شد. این دوره با ضعف اقتدار مرکزی، بی‌کفایتی مشاوران در برابر حملات اعراب، و عدم توانایی در بازپس‌گیری قلمروهای رومی مشخص شد. این وضعیت ناپایدار و آسیب‌پذیری‌های ناشی از آن، شاپور دوم را وادار کرد تا بلافاصله پس از رسیدن به سن بلوغ، رهبری شخصی قوی و توانایی نظامی خود را به کار گیرد. لشکرکشی‌های اولیه او نه تنها برای گسترش قلمرو، بلکه برای بازگرداندن اقتدار سلطنتی و اثبات توانایی‌هایش بود که به شدت با شکست‌های نایب‌السلطنگی در تضاد قرار داشت. این اقدامات اولیه، حکومت شخصی و مشروعیت او را تثبیت کرد.
افسانه تاج‌گذاری شاپور «در رحم مادر»، در حالی که از نظر تاریخی دقیق نیست ، اما تداوم آن در روایت‌های تاریخی  از اهمیت زیادی برخوردار است. این داستان به عنوان یک ابزار تبلیغاتی قدرتمند عمل می‌کرد تا مشروعیت حکومت او را، به ویژه با توجه به جانشینی پرآشوب شامل کشتار، کور کردن و زندانی کردن برادرانش ، تقویت کند. این افسانه، پادشاهی او را به عنوان سرنوشتی الهی و از پیش تعیین شده، فراتر از هرگونه دسیسه انسانی یا چالش برای مشروعیت او، به تصویر می‌کشید. این امر به ایجاد تصویری از ثبات و لطف الهی از همان ابتدای حکومت بی‌سابقه طولانی او کمک کرد که برای جلب حمایت و جلوگیری از مخالفت داخلی حیاتی بود.
پیشینه مذهبی مادر شاپور دوم، ایفرا هرمز، که یهودی بود و بعدها به مسیحیت گروید و روابط دوستانه‌ای با جامعه یهودی داشت ، یک جزئیات ظریف اما مهم است. این مسئله در تضاد با آزار و اذیت بعدی مسیحیان توسط شاپور دوم  قرار می‌گیرد و نشان‌دهنده محیطی مذهبی‌تر و متنوع‌تر در دربار ساسانی در اوایل زندگی شاپور است. این پیچیدگی مذهبی درونی در خانواده سلطنتی، لایه‌ای از ظرافت را به سیاست‌های مذهبی بعدی او اضافه می‌کند و نشان می‌دهد که آن‌ها بیشتر عمل‌گرایانه و سیاسی بودند تا صرفاً ایدئولوژیک، که این امر به درک بهتر تصمیمات او در قبال اقلیت‌های مذهبی کمک می‌کند.
سیاست‌های داخلی و اصلاحات
شاهنشاه شاپور دوم پس از رسیدن به قدرت، اصلاحات گسترده‌ای را در ساختار داخلی شاهنشاهی ساسانی آغاز کرد که از جمله مهم‌ترین آن‌ها می‌توان به تحولات نظامی، اقتصادی، و مذهبی اشاره کرد. این اصلاحات پایه‌های قدرت او را مستحکم کرد و به دوران طلایی شاهنشاهی ساسانی کمک شایانی نمود.
شاپور دوم ارتش ساسانی را که تحت حکومت پادشاهان قبلی رو به زوال گذاشته بود، اصلاح کرد و آن را به نیرویی کارآمد و قدرتمند تبدیل نمود. او سواره‌نظام نخبه ساسانی، موسوم به شوالیه‌های ساواران، را احیا کرد. این نیروها، که از زره‌های سنگین استفاده می‌کردند، به همراه پیاده‌نظام و کمانداران، در یک رویکرد ترکیبی به کار گرفته می‌شدند تا بر دشمنان غلبه کنند. ساختار نظامی ساسانی شامل واحدهای نخبه‌ای مانند جاویدانان، و همچنین سواره‌نظام سنگین و سبک و پیاده‌نظام بود که همگی تحت آموزش و سازماندهی دقیق قرار داشتند. استراتژی‌های جنگی ایران، از جمله حملات هماهنگ کمانداران و سواره‌نظام، اغلب از تکنیک‌های نظامی یونانی اقتباس شده بود که نشان‌دهنده توانایی ساسانیان در یادگیری و تطبیق‌پذیری بود. ارتش ساسانی در دوران شاپور دوم، به دلیل تحرک، کارآمدی، انضباط و انگیزه بالا، شهرت یافت. در لشکرکشی‌های بزرگ، خاندان‌های اشرافی نیز نیروهای کمکی فراهم می‌کردند و خانواده‌های سلسله‌ای اشکانی، مانند سورن و مهران، فرماندهی بخش‌هایی از ارتش را بر عهده داشتند که این امر نشان‌دهنده تداوم نفوذ اشراف در ساختار نظامی بود.
یکی از اقدامات مهم شاپور دوم در راستای امنیت مرزها، دستور ساخت دیوارهای دفاعی در امتداد مرزهای جنوبی شاهنشاهی بود. این دیوارها، که به تقلید از استحکامات رومی ساخته شده بودند، شامل «دیوار اعراب» یا «خندق شاپور» در نزدیکی حیره می‌شد که هدف آن جلوگیری از حملات اعراب بود.
احیای نظامی تحت رهبری شاپور دوم، تنها به پیروزی در نبردها محدود نمی‌شد، بلکه ستون فقرات عصر طلایی ساسانیان را تشکیل داد. عدم اقدام نظامی مؤثر در دوران نایب‌السلطنگی پیشین ، نیاز مبرم به این اصلاحات را برجسته می‌ساخت. تأکید بر شوالیه‌های ساواران  و استفاده از نیروهای ترکیبی، درک پیچیده شاپور از فنون جنگی را نشان می‌دهد که مستقیماً به آغاز «عصر طلایی» کمک کرد. این تحولات نظامی، زیربنای گسترش قلمرو و توانایی ساسانیان در به چالش کشیدن روم را فراهم آورد.
تطبیق‌پذیری استراتژیک و نوآوری دفاعی از دیگر ویژگی‌های دوران شاپور دوم بود. ساخت دیوارهای دفاعی  به تقلید از طرح‌های رومی ، رویکردی عمل‌گرایانه به استراتژی نظامی را نشان می‌دهد که در آن از دشمنان نیز درس گرفته می‌شد. این اقدامات تنها به حمله محدود نمی‌شد، بلکه هدف آن ایجاد امنیت بلندمدت بود. این استراتژی انطباقی، همراه با توانایی‌های تهاجمی ارتش اصلاح‌شده، به شاهنشاهی اجازه داد تا تهدیدات را در جبهه‌های متعدد مدیریت کند.
نقش اشراف در ساختار نظامی و پویایی قدرت نیز قابل توجه بود. تداوم حضور خانواده‌های اشرافی، به ویژه خاندان‌های اشکانی مانند سورن و مهران، در فرماندهی ارتش‌های ساسانی ، نشان‌دهنده پویایی پیچیده قدرت است. در حالی که شاپور قدرت را متمرکز می‌کرد، همچنان برای رهبری نظامی بر اشراف سنتی تکیه داشت. این امر تعادل ظریف میان اقتدار سلطنتی و نفوذ اشرافی را در دولت ساسانی برجسته می‌سازد، عاملی که در ادامه تاریخ امپراتوری نیز سیاست‌های داخلی را شکل داد.
اقتصاد شاهنشاهی ساسانی در دوران شاپور دوم، بر پایه کشاورزی استوار بود. حکومت ساسانی با تمرکز بر تمرکزگرایی، برنامه‌ریزی شهری جاه‌طلبانه، توسعه کشاورزی و پیشرفت‌های تکنولوژیکی شناخته می‌شد. مدیریت دقیق زیرساخت‌های آبیاری، از جمله قنات‌ها، و اتخاذ استراتژی‌های متنوع در بهره‌برداری از زمین، به کاهش اثرات خشکسالی کمک شایانی کرد.
صادرات اصلی ساسانیان شامل ابریشم، منسوجات پشمی و طلایی، فرش، پوست، چرم و مروارید خلیج فارس بود. کالاهای ترانزیتی از چین (مانند کاغذ و ابریشم) و هند (مانند ادویه‌جات) نیز از طریق شاهنشاهی ساسانی عبور می‌کردند که مشمول مالیات می‌شدند و سپس به اروپا صادر می‌شدند. ساسانیان به ایجاد بنادر در سواحل خلیج فارس، مانند بوشهر (بوخت‌اردشیر)، سیراف، هرمز و کوجاران اردشیر، علاقه زیادی داشتند تا مسیرهای تجاری را به هم متصل کنند. تجارت محلی پررونق در بازارها، با حضور اصناف مختلف و نظارت بازاریابان (وازاربدان)، از دیگر ویژگی‌های اقتصادی این دوره بود. تجارت بین‌المللی با چین (از طریق جاده ابریشم و مسیرهای دریایی، که با کشف سکه‌های ساسانی در چین تأیید می‌شود) و هند (شامل ادویه‌جات، منسوجات و کالاهای لوکس) نیز فعال بود. ساسانیان همچنین مستعمرات و بنادری در مالزی، سیلان، مسقط، صحار و کیلوا (آفریقای شرقی) تأسیس کردند. وجود آتشکده‌های زرتشتی در چانگ‌آن چین، حضور مستعمرات ایرانی در آن منطقه را تأیید می‌کند. سیستم پولی ساسانی، مبتنی بر درهم نقره، بسیار پایدار بود و نشان‌دهنده یک سیستم اداری سازمان‌یافته و سیاست اقتصادی محتاطانه بود. ضرابخانه‌ها در سراسر امپراتوری توزیع شده بودند تا نیازهای محلی را تأمین کنند.
در زمینه پروژه‌های عمرانی و شهرسازی، شاپور دوم اقدامات مهمی انجام داد. او شهر شوش را پس از سرکوب شورش ساکنان آن بازسازی کرد و اسیران رومی را در آنجا اسکان داد. نیشابور در خراسان نیز از جمله شهرهایی بود که توسط او تأسیس شد. همچنین، او یک شهر سلطنتی به نام ایرانشهر-شاپور بنا نهاد که در آن اسیران جنگی رومی را ساکن کرد. ساخت «دیوار اعراب» (وار-ای تازیگان یا خندق شاپور) در نزدیکی حیره، یک خط دفاعی برای محافظت از دشت‌های آبرفتی و حاصلخیز از حملات قبایل بادیه‌نشین بود. برخی پژوهش‌ها نشان می‌دهند که خندق شاپور ممکن است بازسازی و گسترش یک کانال آبیاری قدیمی‌تر مربوط به دوره بابلی نو باشد.
اقتصاد ساسانی، به ویژه در دوران شاپور دوم، به شدت به کشاورزی و تجارت وابسته بود. این وابستگی به این معنا بود که تأمین امنیت مسیرهای تجاری و زمین‌های حاصلخیز، تنها یک سیاست اقتصادی نبود، بلکه یک ضرورت استراتژیک به شمار می‌رفت. تأسیس بنادر و مستعمرات تجاری  و حفظ یک سیستم پولی باثبات ، مستقیماً از لشکرکشی‌های نظامی و گسترش امپراتوری حمایت می‌کرد. به عنوان مثال، کنترل خلیج فارس و تجارت با هند و چین  منابع لازم را برای اقدامات نظامی فراهم می‌آورد. این رویکرد نشان‌دهنده یک استراتژی جامع بود که در آن قدرت اقتصادی، زیربنای توان نظامی شاهنشاهی را تشکیل می‌داد.
پروژه‌های عمرانی و شهرسازی شاپور دوم، فراتر از نمایش شکوه سلطنتی، اهداف عمل‌گرایانه مهمی را دنبال می‌کردند. بازسازی شوش  و تأسیس شهرهای جدید مانند نیشابور  و ایرانشهر-شاپور ، برای اسکان اسیران جنگی  و تأمین امنیت مناطق استراتژیک طراحی شده بودند. ساخت «دیوار اعراب» ، بیانگر یک استراتژی دفاعی برای محافظت از مناطق حیاتی کشاورزی بود. این اقدامات نشان می‌دهد که برنامه‌ریزی شهری و توسعه زیرساخت‌ها، جزء لاینفک استراتژی‌های گسترده‌تر امپراتوری برای دفاع، ثبات اقتصادی و مدیریت جمعیت بود.
تداوم و تکامل در سیاست‌های اقتصادی، از دیگر جنبه‌های مهم دوران شاپور دوم است. تأکید ساسانیان بر کشاورزی، مدیریت آب (قنات‌ها) و مسیرهای تجاری ، نشان‌دهنده تداوم سیاست‌هایی است که از امپراتوری‌های پیشین ایران (مانند هخامنشیان) به ارث رسیده بود و با چالش‌های محیطی جدید تطبیق یافته بود. احتمال بازسازی کانال‌های قدیمی‌تر برای خندق شاپور ، نمونه‌ای از این رویکرد تطبیقی و بلندمدت به مدیریت منابع است. این امر نشان می‌دهد که شاپور دوم بر پایه اقدامات موفق گذشته بنا نهاد و آن‌ها را برای پاسخگویی به نیازهای دوران خود و تضمین پایداری شاهنشاهی، بهبود بخشید.
سیاست‌های مذهبی
سیاست‌های مذهبی شاپور دوم به طور عمیقی با اهداف سیاسی و خارجی او گره خورده بود. زرتشتی‌گری، که دین رسمی شاهنشاهی ساسانی بود ، در دوران او به اوج رسمیت خود رسید. یکی از مهم‌ترین دستاوردهای فرهنگی و مذهبی این دوره، تکمیل و تدوین اوستا، متون مقدس زرتشتی، بود. این اقدام نه تنها به تثبیت آموزه‌های دینی کمک کرد، بلکه به تقویت هویت ملی و فرهنگی ساسانیان نیز انجامید. در این راستا، بدعت و ارتداد مجازات می‌شد  و زرتشتی‌گری به عنوان «دین ملی» با سازمان و سلسله مراتبی قدرتمند، که می‌توانست با کلیسای مسیحی روم رقابت کند، تقویت شد. توسعه «دین دبیره» (الفبای اوستایی) نیز احتمالاً به دنبال این تغییرات صورت گرفت. در این دوره، مذهب زروانی نیز در میان مردم محبوبیت داشت.
همزمان با تقویت زرتشتی‌گری، شاپور دوم سیاست سخت‌گیرانه‌ای را در قبال مسیحیان در پیش گرفت. مسیحیان در دوران او مورد آزار و اذیت قرار گرفتند. این سیاست، واکنشی مستقیم به مسیحی شدن امپراتوری روم تحت فرمان کنستانتین کبیر بود. شاپور به مسیحیان به عنوان یک «ستون پنجم» بالقوه که ممکن بود در صورت درگیری با روم، با دشمن همکاری کنند، بی‌اعتماد بود، به ویژه با توجه به حمایت روم از ارمنستان مسیحی. او سیاست سنتی تساهل مذهبی ایران را معکوس کرد و مالیات مضاعفی بر مسیحیان وضع نمود. آزار و اذیت‌ها پس از آن آغاز شد که شمعون بر صباع، رهبر مسیحیان، از پرداخت این مالیات خودداری کرد.
با این حال، رویکرد شاپور دوم نسبت به اقلیت‌های مذهبی یکدست نبود. او با یهودیان رفتاری دوستانه داشت و آن‌ها در دوران حکومتش از آزادی نسبی و مزایای زیادی برخوردار بودند. مادرش، ایفرا هرمز، که یهودی بود و روابط دوستانه‌ای با جامعه یهودی داشت، ممکن است در این سیاست نقش داشته باشد. سایر ادیان مانند بوداییان و مانویان نیز تا حدی در جامعه ساسانی رونق داشتند.
سیاست‌های مذهبی شاپور دوم به شدت با سیاست خارجی او، به ویژه در قبال روم، در هم تنیده بود. آزار و اذیت مسیحیان  پاسخی مستقیم به مسیحی شدن امپراتوری روم بود ، چرا که مسیحیان به عنوان یک تهدید داخلی بالقوه تلقی می‌شدند. در مقابل، ترویج زرتشتی‌گری  و تکمیل اوستا  به منظور وحدت بخشیدن به شاهنشاهی متنوع تحت یک دین دولتی و تقویت اقتدار مرکزی صورت گرفت. این امر نشان‌دهنده استفاده استراتژیک از دین برای مقابله با تهدیدات خارجی و تحکیم انسجام داخلی بود.
رویکرد شاپور در قبال اقلیت‌های مذهبی، عمل‌گرایانه بود. رفتار متفاوت با یهودیان  و تساهل اولیه نسبت به گروه‌های دیگر مانند مانویان ، ابعاد عمل‌گرایانه سیاست مذهبی او را آشکار می‌سازد. پیشینه یهودی مادرش  ممکن است در رفتار مطلوب با یهودیان نقش داشته باشد. این نشان می‌دهد که آزار و اذیت‌ها فراگیر نبود، بلکه هدفمند و عمدتاً ناشی از ملاحظات سیاسی (همسویی احتمالی با روم) بود تا عدم تحمل مذهبی مطلق. دولت میان وحدت مذهبی و نیاز به مدیریت مؤثر جمعیت‌های متنوع تعادل برقرار می‌کرد.
تکمیل اوستا در دوران شاپور دوم  یک دستاورد فکری و فرهنگی عظیم بود. این اقدام، همراه با تأسیس مراکز آموزشی مانند گندی‌شاپور ، به شکوفایی هنر و معماری ایرانی کمک کرد. این امر نشان می‌دهد که حکومت شاپور نه تنها با فتوحات نظامی، بلکه با مشارکت‌های مهم در هویت فرهنگی و میراث فکری ایران نیز تعریف شد و پایه‌هایی برای دوره‌های آتی تبادلات فکری بنا نهاد.

## نبرد ها

### لشکرکشی علیه اعراب (۳۲۵ میلادی)

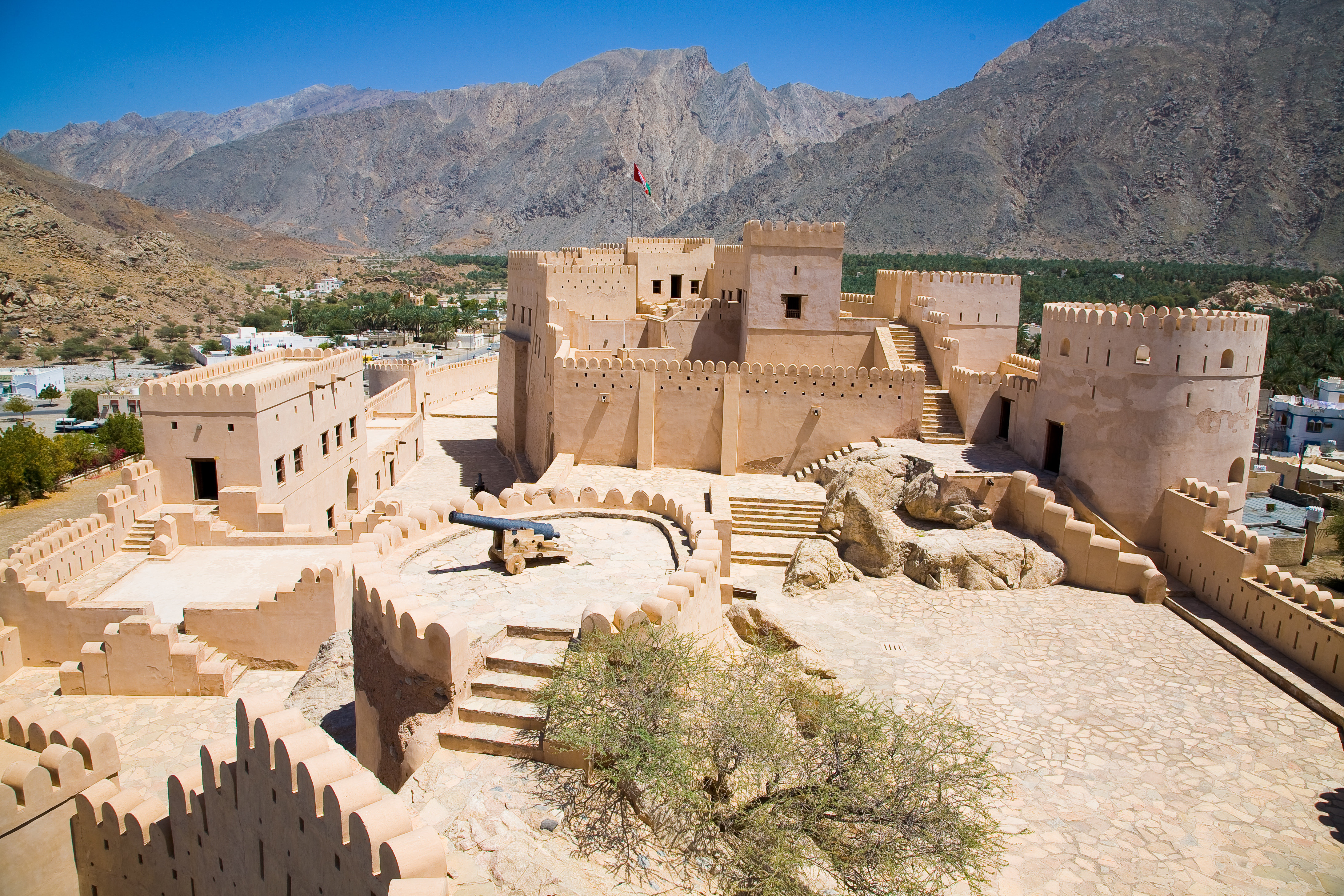
دژ نخل و رشته‌کوه حجر

در متن بندهش (دانشنامهٔ زرتشتی) نیز به جنگ شاپور اشاره شده‌است:
در دوران شاهی شاهپور، پسر هرمز، تازیان آمدند و اول خُرِگ‌رودبار را گرفتند و طی سال‌ها اهانت، به تازش روی آوردند، تا شاپور به پادشاهی رسید؛ آن تازیان را تارومار کرد، شهر از ایشان پس گرفت، تازیان بسیاری را نابود کرد و شانه‌هایشان را درآورد.
شاپور دوم در سن ۱۶ سالگی (۳۲۵ میلادی)، بلافاصله پس از به دست گرفتن قدرت، شخصاً لشکرکشی‌ای را علیه قبایل عرب آغاز کرد. این قبایل در دوران نایب‌السلطنگی او، به سرزمین‌های ساسانی مانند پارس، آسورستان، میشان، مزون و سواحل خلیج فارس، حملات مکرر انجام داده بودند. لشکرکشی او ابتدا علیه قبیله ایاد در آسورستان بود، سپس از خلیج فارس عبور کرد و به الخط (قطیف امروزی در شرق عربستان سعودی) رسید و در نهایت به قبیله بنی تمیم در کوهستان حجر حمله برد. گزارش‌ها حاکی از آن است که او تعداد زیادی از اعراب را کشت و منابع آبی آن‌ها را با پر کردن چاه‌ها با شن از بین برد. این لشکرکشی به غرب عربستان و سوریه نیز گسترش یافت و او به چندین شهر حمله کرد و حتی تا مدینه نیز پیش رفت. به دلیل سوراخ کردن شانه‌های اعراب، لقب «ذوالاکتاف» (صاحب شانه‌ها یا شانه‌سوراخ‌کن) به او داده شد.ذوالاکتاف معادل «هویه سنبا» (هوبه سُنبا= شانه سوراخ‌کن) فارسی است که خود برگردان «شانگ آهَنج» فارسی میانه است. بر اثر حملات شاپور دوم، عده‌ای از اعراب به نواحی مرکزی عربستان رانده شدند و ناحیهٔ خلیج فارس در تسلط شاهنشاهی ساسانی باقی ماند. این بخش از سیاست کلی ساسانیان برای حفظ خلیج فارس بود.
شاپور دوم نه تنها اعراب خلیج فارس را آرام کرد، بلکه بسیاری از قبایل عرب را به عمق شبه‌جزیره عربستان راند و برخی از آن‌ها را به زور کوچاند (مانند قبیله تغلب به بحرین و الخط، بنی عبدالقیس و بنی تمیم به حجر، بنی بکر به کرمان و بنی حنظله به هرمزد-اردشیر). برای جلوگیری از حملات بیشتر اعراب، او دستور ساخت «دیوار اعراب» (وار-ای تازیگان یا خندق شاپور) را در نزدیکی حیره صادر کرد. با تثبیت کنترل ساسانیان بر شرق عربستان و استقرار پادگان‌های نظامی، زرتشتی‌گری نیز در این مناطق گسترش یافت. گفته می‌شود که حاکم لخمی، امرؤالقیس بن عمرو، که در ابتدا دست‌نشانده ساسانیان بود، پس از حملات شاپور دوم به رومیان سوگند وفاداری یاد کرد. شاپور بعضی از قبایل عرب را کوچاند و در قلمرو شاهنشاهی اسکان داد.قبیلهٔ تغلب در دارین (بندری در بحرین) و الخط، قبیلهٔ عبدالقیس و بنی تمیم در هجر، قبیلهٔ بکر بن وائل در کرمان و بنی حنظله در رَمیله (در نزدیکی اهواز) ساکن شدند. شاپور دوم، برای جلوگیری از یورش اعراب، سیستم دفاعی تشکیل داد که «دیوار تازیان» نام گرفت. این دیوار ظاهراً در نزدیکی شهر حیره واقع و به خندق شاپور معروف بود.

### نبردهای ایران و روم (۳۳۷-۳۶۳ میلادی)

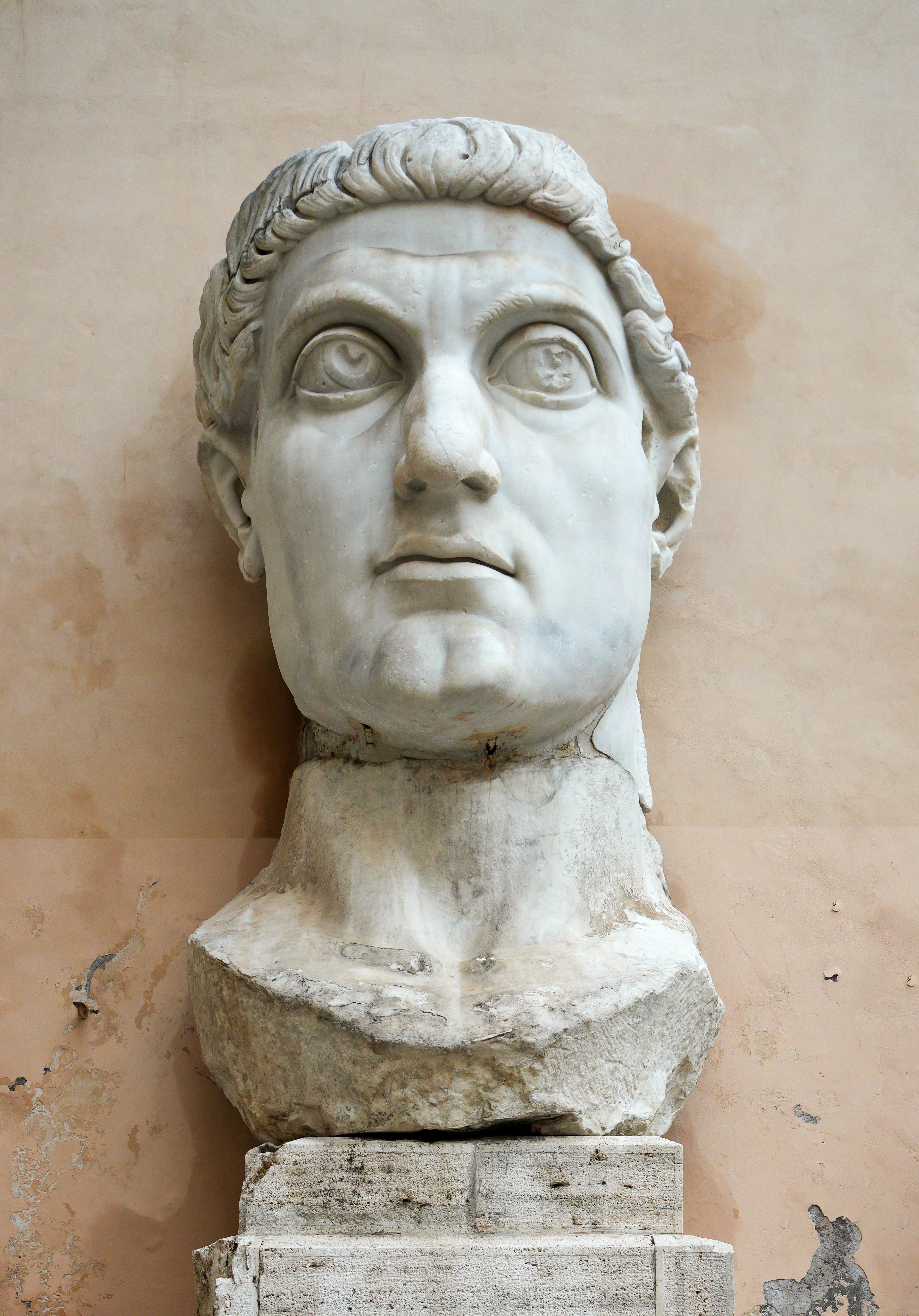
سردیس کلوسوس کنستانتین، موزه‌های کاپیتولین.

هدف اصلی شاپور دوم در جنگ با روم، لغو پیمان «تحقیرآمیز» نصیبین (۲۹۸ میلادی) بود که قلمروهای وسیعی را به روم واگذار کرده و کنترل ارمنستان و ایبریا را به آن‌ها داده بود. همچنین، دخالت روم در امور داخلی ساسانیان با حمایت از هرمز، برادر شاپور، که به دربار روم پناهنده شده بود، یکی دیگر از دلایل این درگیری‌ها بود.

### لشکرکشی‌های اولیه و جنگ اول (۳۳۷-۳۵۰ میلادی):

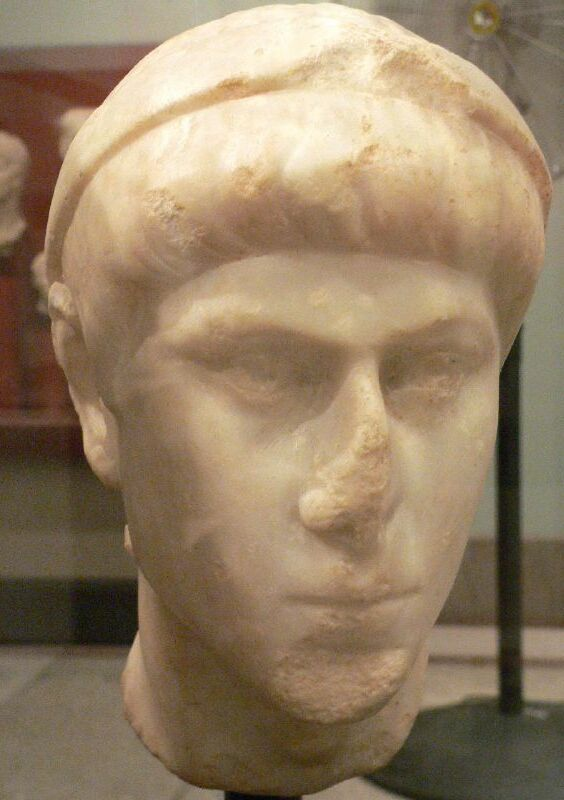
سردیس کنستانتیوس دوم

شاپور دوم در سال ۳۳۷ میلادی، پس از به قدرت رسیدن کنستانتیوس دوم و تحریک شدن توسط حمایت روم از ارمنستان و مسیحی شدن این پادشاهی، صلح منعقد شده در سال ۲۹۸ میلادی را شکست. او در همان سال به بین‌النهرین رومی حمله کرد و ارمنستان را تصرف نمود. بیشتر نبردها در بین‌النهرین رومی رخ داد، جایی که استحکامات رومی مانع پیشروی سریع ایرانیان می‌شد. با این حال، شاپور توانست برخی قلعه‌ها مانند ویترا را تصرف کند. نیروهای ایرانی همچنین ارمنستان را ویران کردند و تیران، پادشاه ارمنستان، را در حدود سال ۳۵۰ میلادی اسیر و کور نمودند.
شاپور سه بار شهر مستحکم نصیبین در بین‌النهرین را محاصره کرد (در سال‌های ۳۳۸، ۳۴۶ و ۳۵۰ میلادی)، اما هر بار دفع شد. در محاصره سال ۳۳۸، او از ماشین‌های محاصره، تونل‌ها، آتش و حتی سدسازی برای هدایت آب رودخانه میگدونیوس به سمت شهر استفاده کرد که باعث فروریختن بخشی از دیوارها شد. اما رومیان دیوارها را بازسازی کردند و گفته می‌شود شیوع طاعون یا هجوم حشرات، نیروهای ایرانی را با مشکل مواجه کرد. شاپور پس از ۶۰ تا ۷۰ روز محاصره، آن را رها کرد. محاصره سال ۳۴۶ مستندات کمی دارد، اما رومیان باز هم موفق به دفاع شدند. در محاصره سال ۳۵۰، که بزرگترین تلاش بود، شاپور از قایق‌ها و شناورها با ماشین‌های محاصره بر روی یک دریاچه مصنوعی استفاده کرد. اما پس از ماه‌ها، این تلاش نیز ناکام ماند و شاپور مجبور شد به دلیل حمله عشایر شرقی، لشکرکشی علیه روم را رها کند.
نبرد سینگارا (۳۴۴ میلادی) تنها درگیری بزرگ میان ارتش‌های اصلی ایران و روم در طول جنگ اول بود. در این نبرد، نیروهای ایرانی با عقب‌نشینی ساختگی، تلفات سنگینی به ارتش روم وارد کردند، اما هیچ یک از طرفین به پیروزی قاطعی دست نیافتند. در این نبرد، شاهزاده نرسه، پسر شاپور، کشته شد. نتیجه این نبرد مورد اختلاف است.
شاپور پس از خنثی کردن تهدید خیونیت‌ها در شرق، در سال ۳۵۸ میلادی به جنگ با روم بازگشت. در سال ۳۵۹ میلادی، او به ارمنستان جنوبی حمله کرد و قلعه آمیدا (دیاربکر امروزی در ترکیه) را محاصره نمود. نیروهای او با کمک پادشاه گرومبات (کیداری‌ها/خیونیت‌ها) و دیگر متحدان (آلبانیایی‌های قفقاز، ژلانی‌ها، ماردها و سگستانی‌ها) پس از ۷۳ روز محاصره، شهر را تصرف کردند. آمیدا غارت شد و ساکنان آن به خوزستان تبعید شدند. این محاصره طولانی، شاپور را مجبور کرد عملیات خود را برای زمستان متوقف کند. او همچنین مراکز رومی دیگری مانند سینگارا را تصرف کرد، اما با تلفات قابل توجهی مواجه شد.
لشکرکشی ژولیان به ایران در سال ۳۶۳ میلادی، یکی از مهم‌ترین رویدادهای این دوره بود. ژولیان، جانشین کنستانتیوس دوم، با ارتشی قدرتمند (۹۵۰۰۰ نفر) به ایران حمله کرد، با هدف جایگزینی شاپور دوم با برادرش هرمز. او نیروهایش را تقسیم کرد و یک بخش را به شمال ارمنستان فرستاد و ارتش اصلی را با ناوگانی بزرگ در امتداد فرات پیش برد. ژولیان چندین شهر مستحکم را ویران کرد و به دروازه‌های تیسفون، پایتخت ساسانیان، رسید. در نبرد تیسفون (۳۶۳ میلادی)، رومیان در خارج از شهر به پیروزی تاکتیکی دست یافتند، اما نتوانستند شهر مستحکم را تصرف کنند یا با ارتش اصلی ایران که تحت فرمان شاپور دوم در حال نزدیک شدن بود، درگیر شوند. ژولیان ناوگان تدارکاتی خود را سوزاند و به سمت داخل ایران پیشروی کرد، اما با تاکتیک‌های زمین سوخته و مشکلات تدارکاتی مواجه شد. در نبرد سامرا (۳۶۳ میلادی)، ژولیان در یک درگیری در حین عقب‌نشینی به شدت زخمی شد و درگذشت. جانشین او، ژوویان، مجبور به پذیرش یک صلح «تحقیرآمیز» (پیمان دورا) شد که به موجب آن، پنج استان رومی (ارزامنا، موکسوئونا، زابدیکنا، رهیمنا و کوردوئنا)، نصیبین، سینگارا و کاسترا مائوروروم به ساسانیان واگذار شد و رومیان متعهد شدند که دیگر در امور ارمنستان دخالت نکنند.
پس از پیمان دورا، گرجستان و ارمنستان به ساسانیان واگذار شد و رومیان از دخالت در امور ارمنستان منع شدند. ارشاک دوم، پادشاه ارمنستان، که در لشکرکشی ژولیان شرکت کرده بود، به ایران کشانده شد و در قلعه فراموشی در خوزستان زندانی گردید. شاپور بسیاری از شهرهای ارمنستان را ویران کرد، ساکنان آن‌ها را تبعید نمود، مسیحیان محلی را آزار داد، آتشکده‌ها بنا کرد و مردم را به زور به زرتشتی‌گری واداشت. با این حال، اشراف ارمنی مقاومت کردند و به طور پنهانی توسط رومیان حمایت می‌شدند که پاپ، پسر ارشاک دوم، را به ارمنستان بازگرداندند. شاپور شخصاً در پاسخ به بازگشت پاپ به ارمنستان حمله کرد، هرچند پاپ دوباره با کمک روم در حدود سال ۳۷۰ میلادی به تخت ارمنستان بازگشت. نیروهای ایرانی در سال ۳۷۱ میلادی توسط ارتش مشترک روم و ارمنستان شکست خوردند و ارتش تحت فرماندهی خود شاپور نیز در نبرد دیگری در مرز شرقی ارمنستان شکست خورد. پاپ در نهایت در سال ۳۷۵ میلادی به دستور امپراتور روم والنس ترور شد. شاپور و والنس بر سر وضعیت ارمنستان تا سال ۳۷۷ میلادی مذاکرات بی‌نتیجه‌ای داشتند. شکست و مرگ والنس در نبرد آدریانوپل (۳۷۸ میلادی) به حضور روم در ارمنستان پایان داد و ارمنستان برای مدتی در آرامش قرار گرفت. این کشور بعدها در سال ۳۸۷ میلادی، در زمان شاپور سوم، میان روم و ایران تقسیم شد.
جنگ در شرق (مقابل کیداری‌ها/خیونیت‌ها و گسترش به هند)
حمله عشایر آسیای مرکزی، به ویژه کیداری‌ها (معادل خیونیت‌ها/شیونگ‌نو)، شاپور را مجبور کرد تا لشکرکشی خود علیه روم را در حدود سال ۳۵۰ میلادی رها کند. پس از یک لشکرکشی طولانی (حدود ۳۵۰-۳۵۸ میلادی) علیه این عشایر، شاپور توانست گرومبات، پادشاه کیداری‌ها/خیونیت‌ها را به اتحاد با خود وادار کند و بدین ترتیب متحد جدیدی علیه رومیان به دست آورد. نیروهای گرومبات بعدها در محاصره آمیدا در سال ۳۵۹ میلادی به ایرانیان پیوستند.
شاپور در شرق، در حدود سال ۳۵۰ میلادی، بر پادشاهی کوشانو-ساسانی برتری یافت و کنترل قلمروهای وسیعی در مناطق امروزی افغانستان و پاکستان را به دست گرفت. این گسترش ممکن است به دلیل تخریب کوشانو-ساسانیان توسط خیونیت‌ها صورت گرفته باشد. کشف سکه‌های ساسانی مربوط به دوران شاپور دوم در تاکسیلا، فراتر از رود سند، نشان می‌دهد که گسترش کنترل ساسانیان به آن سوی سند، نتیجه جنگ‌های شاپور دوم با خیونیت‌ها و کوشان‌ها در سال‌های ۳۵۰ تا ۳۵۸ میلادی بوده است، همانطور که توسط آمیانوس مارسلینوس توصیف شده است. در آخرین مرحله از سلطنت او، ضرابخانه‌ای در جنوب هندوکش، احتمالاً در کابلستان، برای پرداخت حقوق نیروهای محلی تأسیس شد. ساسانیان احتمالاً تا زمانی که باختر در حدود سال ۳۶۰ میلادی به دست کیداری‌ها و کابلستان در حدود سال ۳۸۵ میلادی به دست هون‌های آلخون افتاد، کنترل خود را حفظ کردند. آمیانوس مارسلینوس گزارش می‌دهد که در سال ۳۵۶ میلادی، شاپور دوم در مرزهای شرقی خود مشغول «دفع خصومت قبایل مرزی» خیونیت‌ها و ائوسنی‌ها (کوشان‌ها) بود و سرانجام در سال ۳۵۸ میلادی با خیونیت‌ها و ژلانی‌ها پیمان اتحاد بست.
روابط دیپلماتیک و تبادلات فرهنگی نیز میان شاهنشاهی ساسانی و امپراتوری گوپتا و دیگر پادشاهی‌های هند صورت می‌گرفت. این تعاملات با هدف تقویت روابط اقتصادی، ایجاد اتحادها و ترویج تبادلات فرهنگی انجام می‌شد. با این حال، درگیری‌های نظامی پراکنده‌ای نیز بر سر اختلافات ارضی در شمال غربی هند رخ می‌داد.
تصمیم شاپور برای قطع جنگ با روم در سال ۳۵۰ میلادی و مقابله با کیداری‌ها/خیونیت‌ها ، نشان‌دهنده درک پیچیده او از اولویت‌های استراتژیک بود. حملات عشایر به عنوان تهدیدی وجودی بزرگتر از رومیان تلقی می‌شد. این استراتژی «اول شرق، سپس غرب» به او اجازه داد تا پیش از از سرگیری هدف اصلی خود یعنی لغو پیمان نصیبین، جبهه شرقی را امن کند. این امر نشان‌دهنده هوش استراتژیک شاپور در مدیریت تهدیدات همزمان و اولویت‌بندی ثبات بلندمدت امپراتوری بود.
لشکرکشی‌های شاپور دوم صرفاً نظامی نبودند؛ آن‌ها اغلب با تلاش‌های دیپلماتیک دنبال می‌شدند، مانند وادار کردن گرومبات به اتحاد  یا مذاکره برای پیمان دورا. این نشان می‌دهد که قدرت نظامی ابزاری برای دستیابی به نتایج دیپلماتیک استراتژیک بود، نه هدفی فی‌نفسه. توانایی تبدیل پیروزی‌های نظامی به پیمان‌های مطلوب، به ویژه با روم، از ویژگی‌های برجسته دوران حکومت او بود.
اهمیت مکرر ارمنستان به عنوان یک نقطه اشتعال ، اهمیت ژئوپلیتیکی حیاتی آن را برجسته می‌سازد. مسیحی شدن ارمنستان و حمایت روم از آن، این منطقه را به میدان نبرد استراتژیکی برای هر دو امپراتوری تبدیل کرد. تلاش‌های مداوم شاپور برای کنترل ارمنستان، چه از طریق نیروی نظامی و چه از طریق دیپلماسی (پیمان دورا و سپس مبارزه مداوم تا تقسیم)، مرکزیت این منطقه را برای جاه‌طلبی‌های امپراتوری ساسانی و نقش آن به عنوان یک منطقه حائل یا پل ارتباطی میان شرق و غرب نشان می‌دهد.

## ریشه‌شناسی نام
سه تن از پادشاهان ساسانی و شخصیت‌های مهم ساسانی و دوره‌های بعدی شاپور نام گرفتند. شاپور برگرفته از ایرانی باستان: «xšāyaθiyahyā-puθra–شاهپور» به معنی «پسر پادشاه» و در اصل باید یک عنوان باشد که از دهه‌های پایانی قرن ۲ میلادی به عنوان اسم شخصی هم به‌کار رفته؛ اگرچه در فهرست اسامی پادشاه‌های اشکانی در تاریخ‌نگاری عربی_پارسی نابه‌همگام دیده می‌شود. صورت‌های دیگر این نام شامل پارتی: šhypwhr، پارسیگ: šhpwr-y، پهلوی مانوی: š’bwhr، پهلوی کتاب‌نویس: šhpwhl، ارمنی: šapowh، سریانی: šbwhr، سغدی: š’p(‘)wr، یونانی: Sapur, Sabour ,Sapuris، لاتین: Sapores ,Sapor، عربی: سابور و شابور، فارسی نو: شاپور است.

### ذوالاکتاف
واژهٔ ذوالاکتاف در عربی به معنای «دارای شانه‌ها» می‌باشد. تئودور نلدکه بر این عقیده است که اصل این لفظ لقبی است به معنی چهارشانه یعنی کسی که بارهای بسیارِ دولت را می‌کشد. با این حال، حمزهٔ اصفهانی و مصنّفان دیگر که پیرو او هستند لفظ فارسی این لغت را «هویه سنبا» نوشته‌اند که به معنی «سوراخ‌کنندهٔ شانه‌ها» است. نلدکه گمان می‌کند که این لفظ مجعول است و از روی کلمهٔ عربی ذوالاکتاف ساخته شده‌است.

## حوادث پس از مرگ هرمز دوم

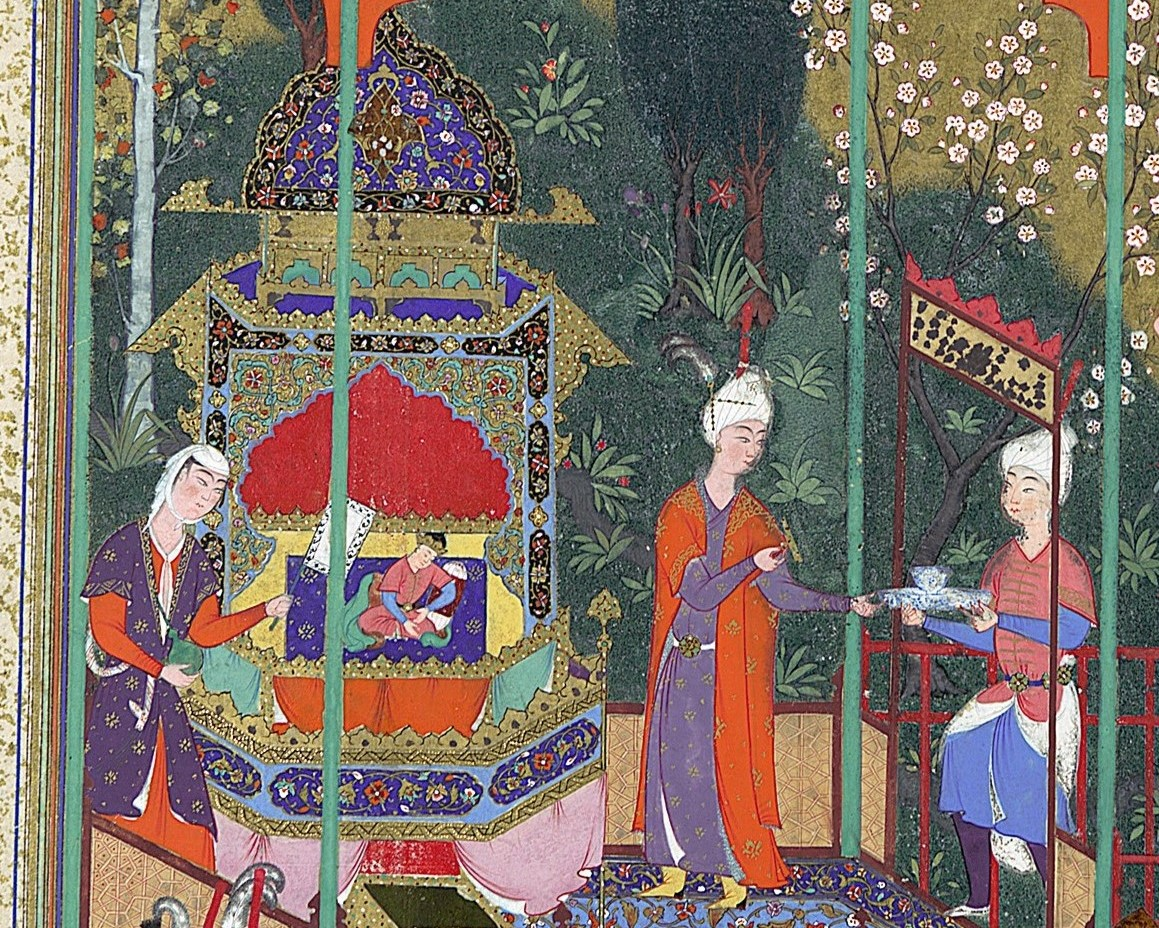
صحنه «تاجگذاری شاپور دوم در نوزادی» در شاهنامه تهماسبی، مربوط به حدود ۱۵۲۵–۳۰ میلادی

### جنگ دوم علیه رومیان و حمله به ارمنستان

نقشه مسیرهای لشکرکشی
یولیانوس از قسطنطنیه به انطاکیه و سپس نبرد سامرا

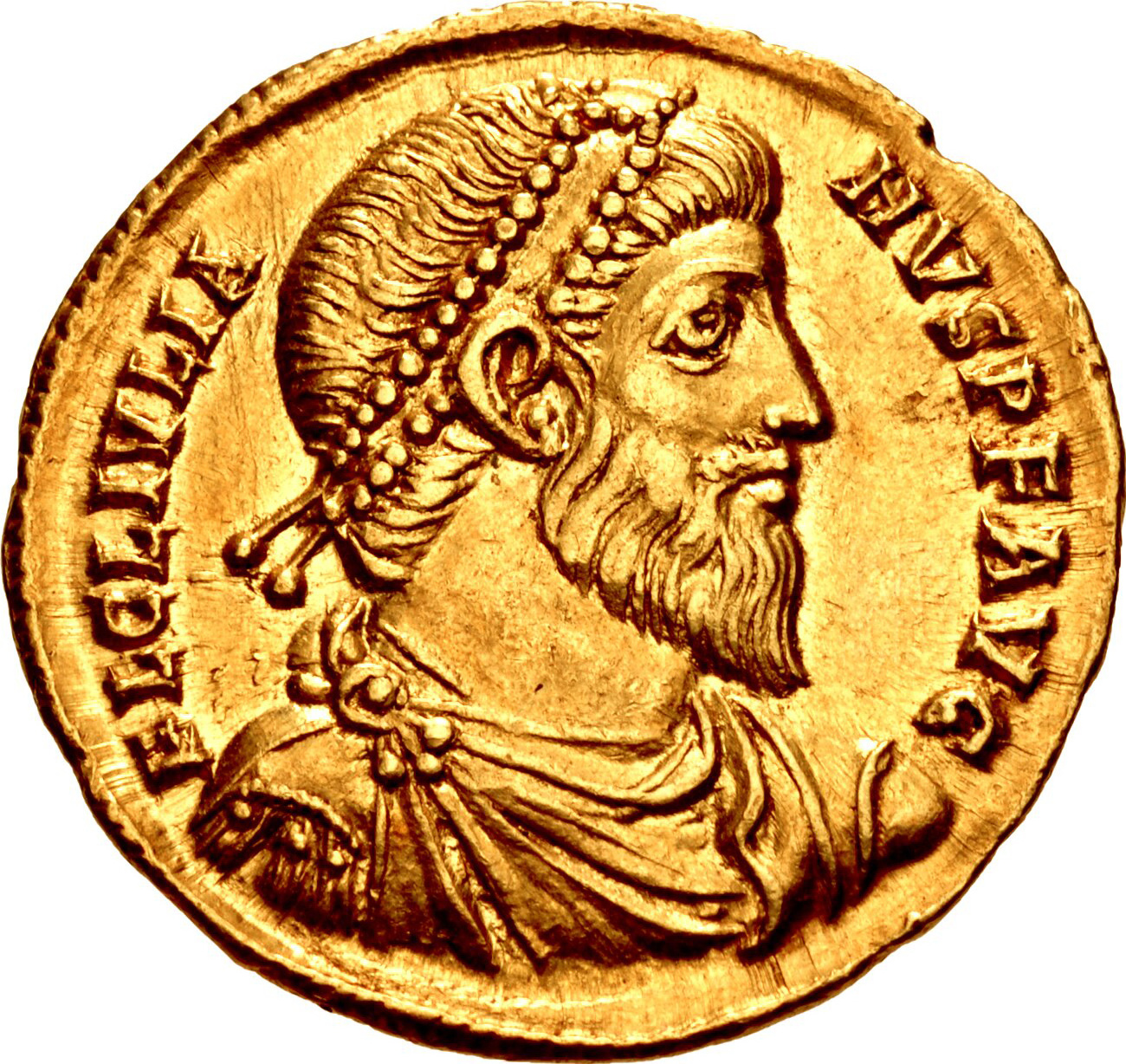
سولیدوس یولیانوس

یولیانوس امپراتور روم در زیر پای اردشیر دوم، نقش‌برجسته تاجگذاری اردشیر دوم در تاق‌بستان

## جانشین شاپور دوم

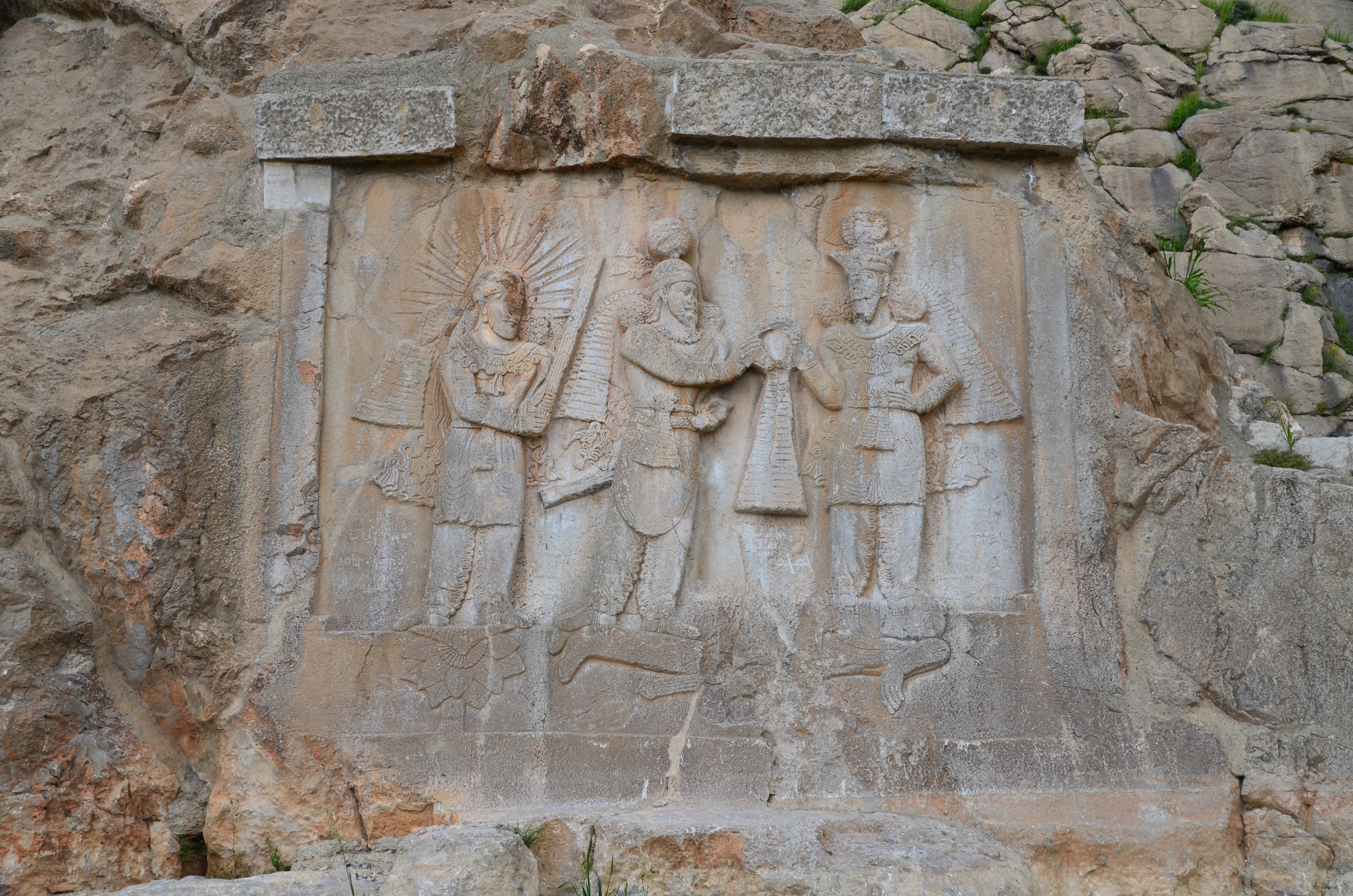
نقش‌برجسته ساسانیان از اردشیر دوم که مهر، شاپور دوم و اهورامزدا را در بالای ژولیان شکست خورده، نشان می‌دهد

## شخصیت شاپور

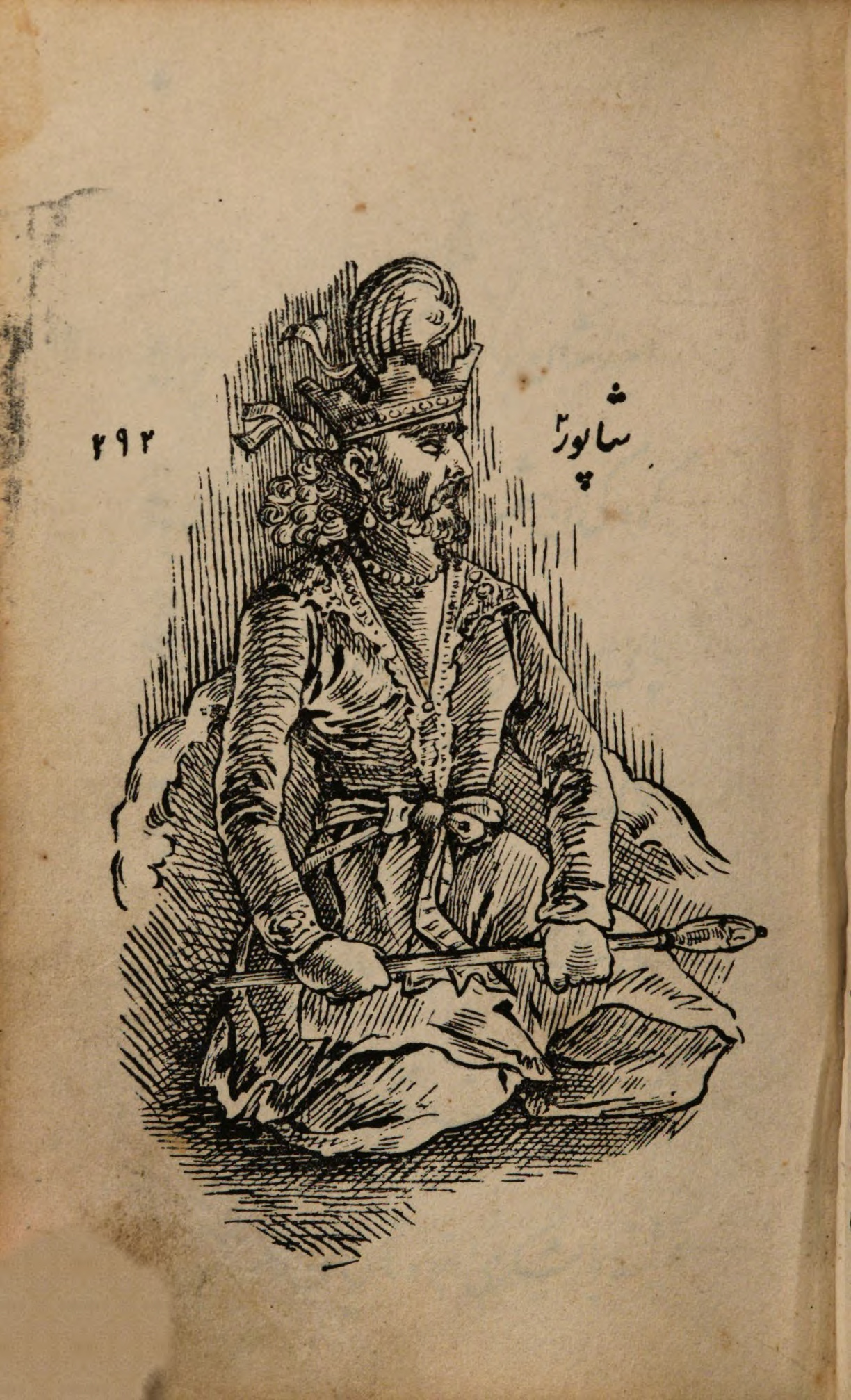
نگاره‌ای از شاپور دوم در نامهٔ خسروان

## شاپور در تلمود

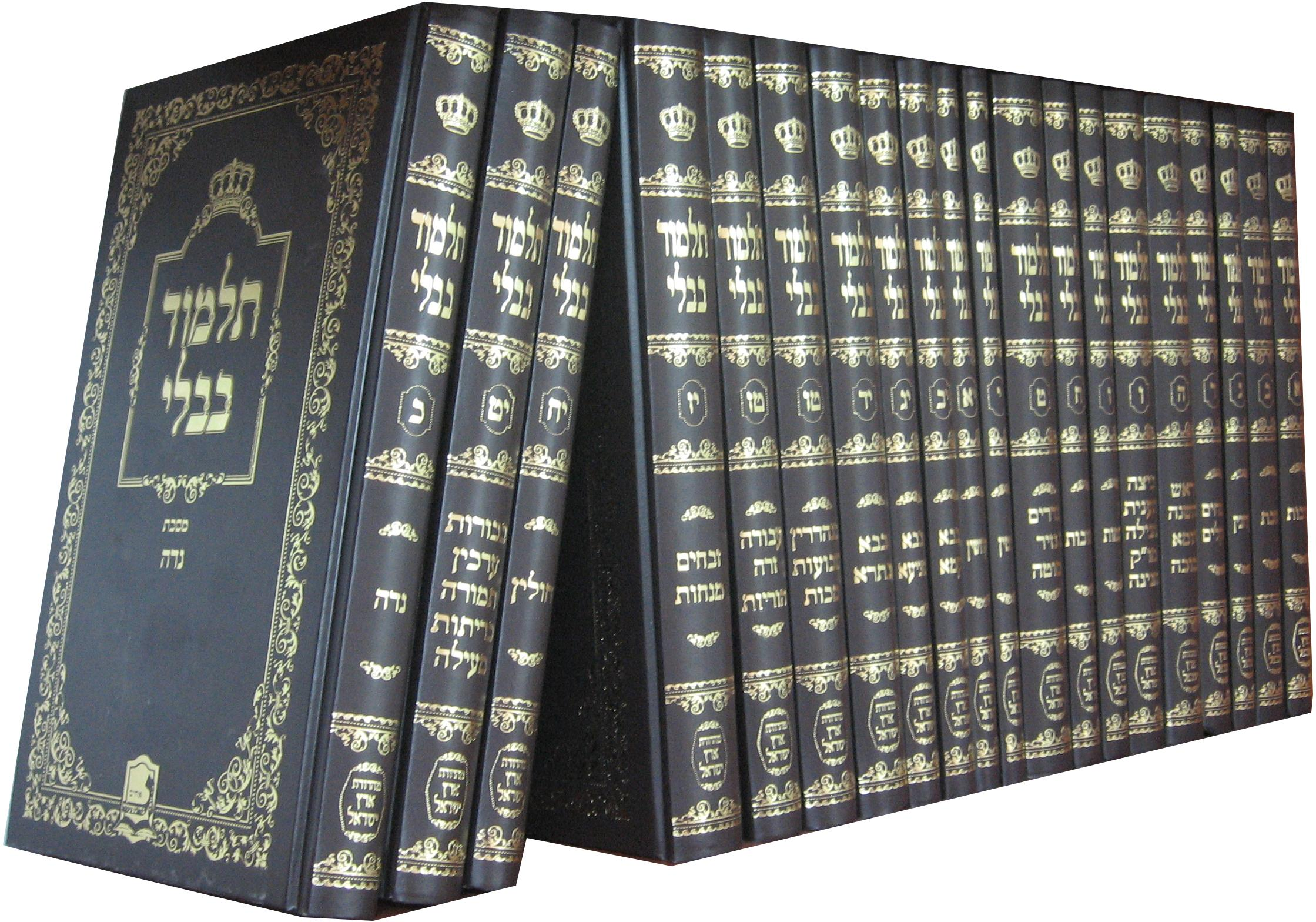
مجلد کامل تلمود بابلی

## شهرسازی و میراث هنری

تندیس‌های شاپور دوم
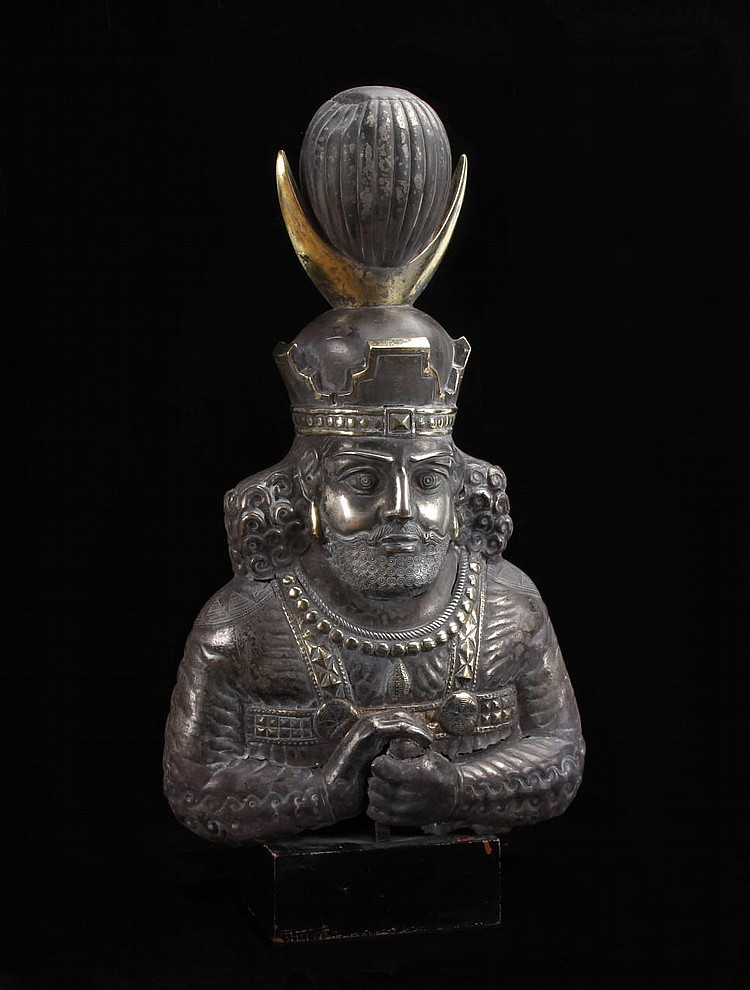
تندیس سیماب، سیمین و زرین شاپور دوم، موزه‌ای در ونکوور کانادا
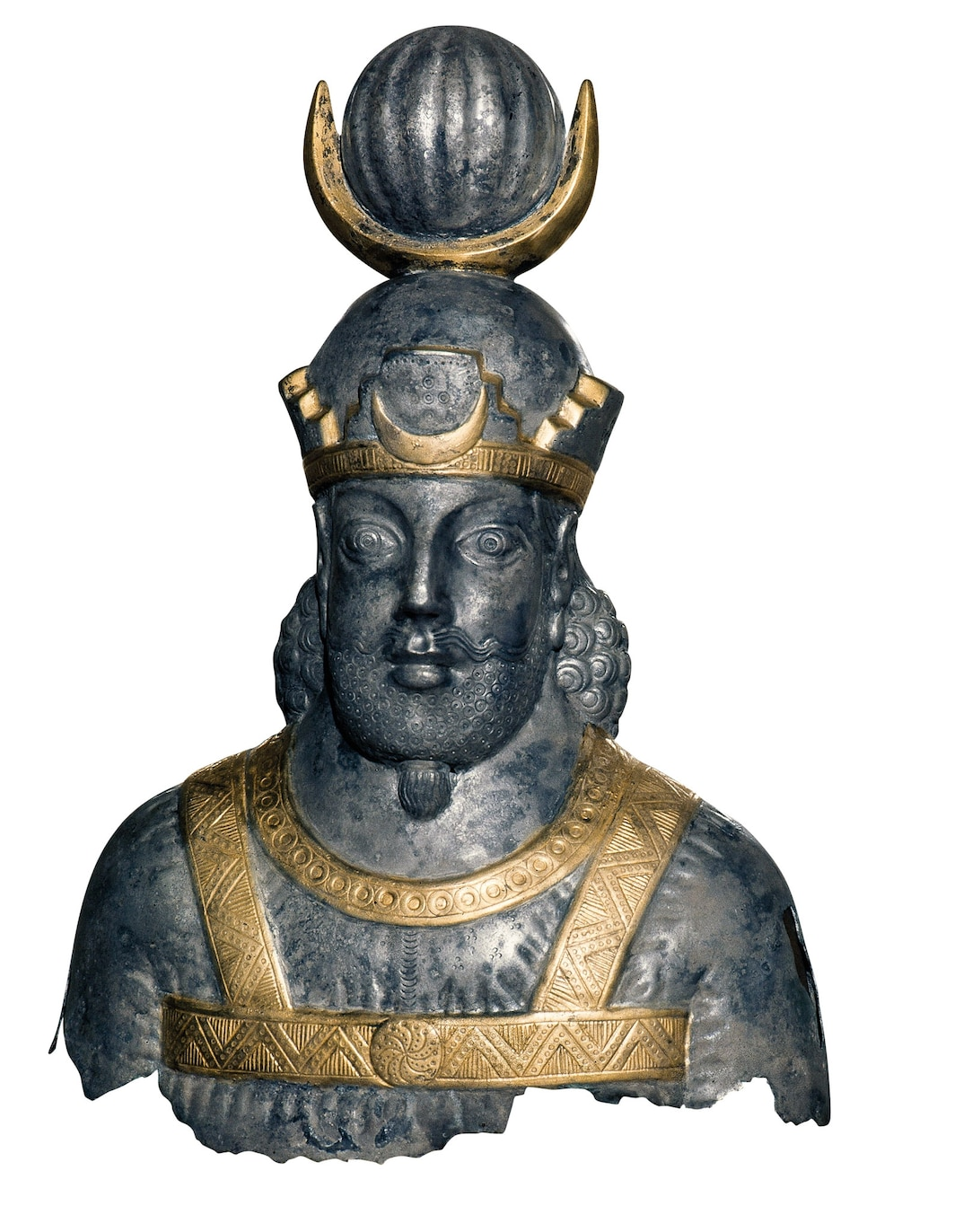
سر و تنه سیمین و زرین شاپور دوم
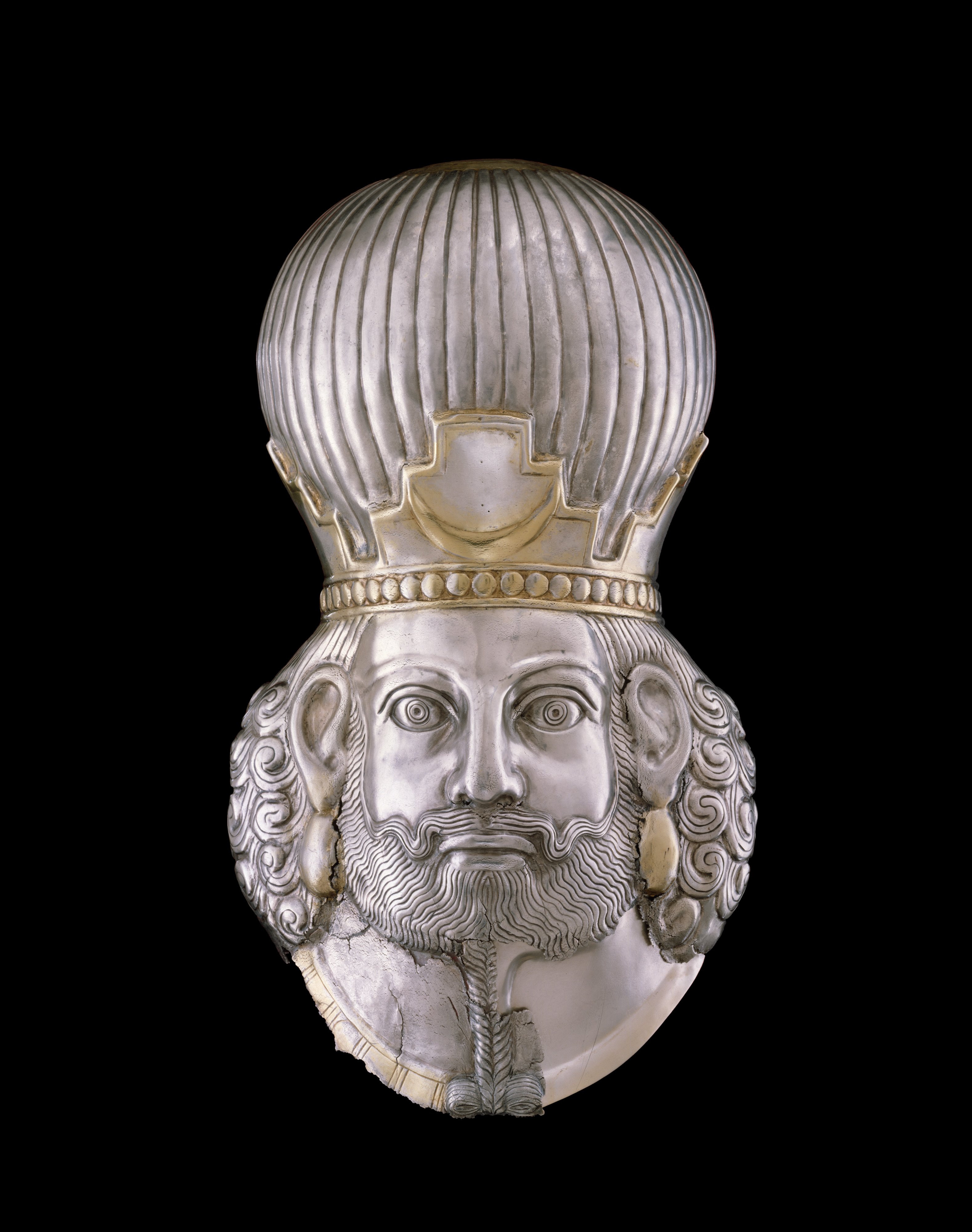
نیم‌تنه شاپور دوم در موزه متروپولیتن هنر

## منبع‌شناسی زندگانی شاپور